# Anabel (telenovela)
Anabel es una telenovela venezolana de la directora Perla Farías protagonizada por Anabel Gracia y Carlos Mata. Esta novela fue transmitida por el canal venezolano RCTV en el año 1990.

## Sinopsis
Una tormenta azota la costa central de Venezuela, el aeropuerto Simón Bolívar se ve obligado a mantenerse cerrado y un avión procedente de Estados Unidos desvía su curso rumbo al aeropuerto de Barcelona, Venezuela. Dentro del avión, un joven ejecutivo sentado en primera clase, medita en silencio sobre la razón de su viaje. Atrás quedó su padre. Condenado en su país natal, Venezuela, de un delito que no cometió, por poderosos enemigos que lograron su sentencia. Ante la perspectiva de ir a prisión, se ve obligado a huir al extranjero. Establece residencia en Estados Unidos y junto a su hijo Carlos Eduardo, comienza a rehacer su vida.
Ahora, algunos años después, Carlos Eduardo regresa a Venezuela, con buena provisión de dinero, para cumplir lo que él considera una obligación de honor.
Mientras tanto, Anabel, una joven bella y adinerada, pasa sus vacaciones en las playas de Puerto La Cruz. A pesar de que sus amigos están con ella, se siente muy sola; hasta que conoce a un guapo empresario algo mayor que ella y tan cautivamente como su nombre: Carlos Eduardo.
Carlos Eduardo no piensa más que en su venganza. Busca la compañía de aquellos que le podrían ser útiles.
Encuentra aliados como Manuel Portillo, el clínico abogado Ricardo, el playboy venido a menos; la peligrosa Soledad y la enigmática Claudia.
Algo de lo que sí está seguro Carlos Eduardo es que el amor por una mujer no puede ser tan fuerte como el que siente por su padre.

## Elenco
- Anabel Gracia - Anabel Del Lara
- Carlos Mata - Carlos Eduardo/Giancarlo Arismendi
- Yajaira Orta - Doña Soledad Del Lara
- Miguel Alcántara - Pablo
- Alberto Álvarez - Porfirio
- Ernesto Balzi - Ricardo Jiménez
- José Oliva - Luis Alfonzo Del Lara
- Abby Raymond - Claudia
- Ana Karina Manco - Milena
- América Barrios - Doña María
- Helianta Cruz
- Ignacio Navarro - Don Vicente
- Romelia Agüero - Doña Josefina
- Diego Acuña - Julio
- Betty Hazz - Herminia
- Roberto Colmenares
- Angelina Castro
- Jeanette Flores - Caterina
- Belén Peláez - Mónica
- Berta Colmenares
- Pedro Durán - Ambrosio

- Datos: Q28517372

## Cronología
- La telenovela es precedida por La pasión de Teresa en el horario de las 9:00 p. m.
- Al finalizar la telenovela sede el horario a De mujeres, mientras que su sucesora Carmen querida se transmite en horario de la 1:00 p. m.